# Tunnel ferroviaire du Fréjus
Pour les articles homonymes, voir Fréjus (homonymie).
Tunnel du Mont-Cenis
Ne doit pas être confondu avec Tunnel routier du Fréjus.
Le tunnel ferroviaire du Fréjus relie Modane (France) dans la vallée de la Maurienne et Bardonnèche (Italie) dans le haut val de Suse, via la ligne de Culoz à Modane pour la partie française et la ligne du Fréjus pour la partie italienne.
Sa construction s'étend de 1857 à 1870 et sa mise en service a lieu en 1871.

## Histoire
L'histoire des grandes traversées ferroviaires dans les Alpes remonte au XIXe siècle avec le percement du tunnel ferroviaire du Fréjus (1857-1870 / 13,6 km) et de ceux du Saint-Gothard (1872-1882 / 15 km) et du Simplon (1898-1905 / 19,8 km).
La première idée du tunnel est de Giuseppe Francesco Medail, entrepreneur né à Bardonnèche et ancien commissaire des douanes sardes qui, en 1832, étudie la réalisation d'une liaison entre les provinces du royaume de Piémont-Sardaigne des deux côtés des Alpes. En août 1839, il présente un mémorandum au roi Carlo Alberto di Savoia-Carignano dans lequel il décrit avec précision la réalisation d'un tunnel ferroviaire sous le col du Fréjus,.
L'idée était probablement trop en avance sur son temps et Giuseppe Francesco Medail meurt peu avant de voir son rêve exaucé,. C'est en 1852 qu'un ministre du roi Carlo Alberto, Luigi Des Ambrois, reprend l'idée et lance les études préliminaires pour la réalisation d'une voie ferrée allant de la gare de Turin-Porta-Nuova jusqu'à Chambéry, capitale des États de Savoie du royaume de Piémont-Sardaigne. Le roi de Piémont-Sardaigne décide alors de financer la construction des 95 km de voie ferrée entre Chambéry et Modane ainsi que des 53 km de la voie ferrée reliant Turin à Suse qui sera construite en moins de deux ans, inaugurée le 25 mai 1854, le temps de finaliser le projet définitif du tunnel.
En parallèle est construit le chemin de fer du Mont-Cenis, aujourd'hui disparu, qui relie les villes de Saint-Michel-de-Maurienne et Suse à travers le col du Mont-Cenis, de 1868 à 1871. Construit sur ordre de Napoléon III, afin de transporter voyageurs et marchandises, il est uniquement exploité pour compenser la lente construction du tunnel,,.
Le ministre des Travaux publics piémontais soumet le projet au Parlement de Turin qui l'approuve et vote la loi n° 2380, publiée le 15 août 1857, qui autorise la construction de la voie ferrée entre Bussolin et Modane et du tunnel sous les Alpes :
- longueur du tunnel : 13 657 m [8],
- pente voie côté Bardonnèche : 1 mm/mètre[8],
- pente voie côté Modane : 24 mm/mètre[8],
- altitude entrée côté Bardonnèche : 1 324 m[8],
- altitude entrée côté Modane : 1 130 m[8],
- altitude maximale du tunnel : 1 295 m (à la frontière)[8],
- budget alloué : 40 millions de lires (valeur 1857 soit 110/120 millions d'euros 2022)[9],
- durée des travaux : 14 ans.

Le 31 août 1857, le roi Victor-Emmanuel II ordonne le début des travaux de creusement du tunnel avec un financement porté à 42 millions de lires. Une fois les travaux de percement du tunnel lancés, pour permettre le transit des marchandises entre les provinces piémontaises acheminées par la nouvelle voie ferrée jusqu'à Suse, une voie ferrée "temporaire" de type « Fell » est construite pour relier Suse à Saint-Michel-de-Maurienne, jusqu'à la mise en service du tunnel. Longue de 78 km, cette voie ferrée étroite (1,10 mètre), à forte pente (83 mm/m) et en tunnel artificiel sur le tronçon au-dessus de 1000 mètres d'altitude au col du Mont-Cenis, est inaugurée en 1868. Quintino Sella, nommé ingénieur de première classe du district des mines de Turin en 1852, est requis pour participer à l'élaboration du projet, notamment pour résoudre le problème de la ventilation à l'intérieur du tunnel.
Les travaux du côté savoyard sont conduits par l'ingénieur Germain Sommeiller, qui a déposé un brevet pour un bélier hydraulique un an plus tôt, en octobre 1853. Pour l'aération des deux galeries du tunnel en construction, on a installé des compresseurs reliés par un grand conduit aux compresseurs mobiles, placés sur des chariots.

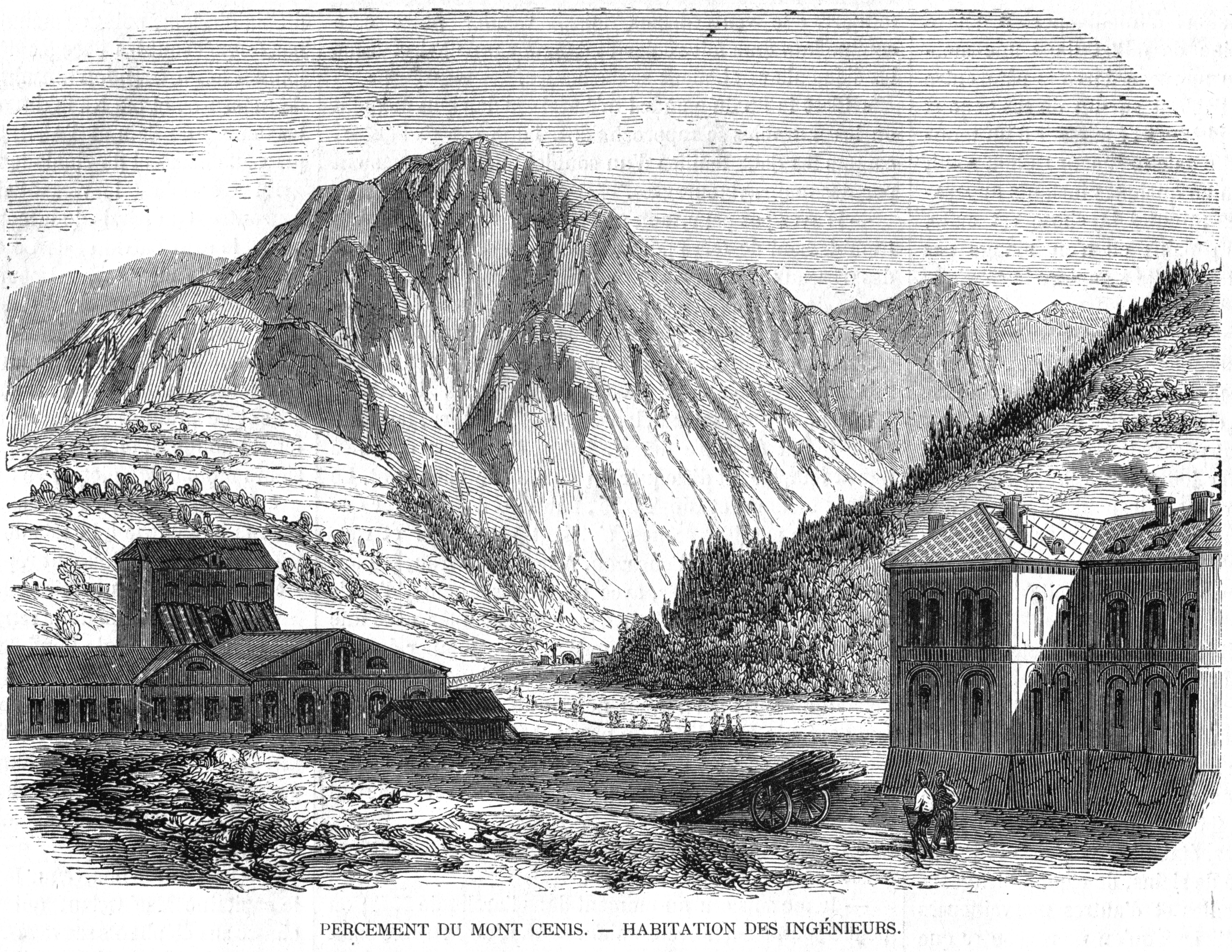
Percement du Mont Cenis, habitation des ingénieurs (L'Illustration, 1862).
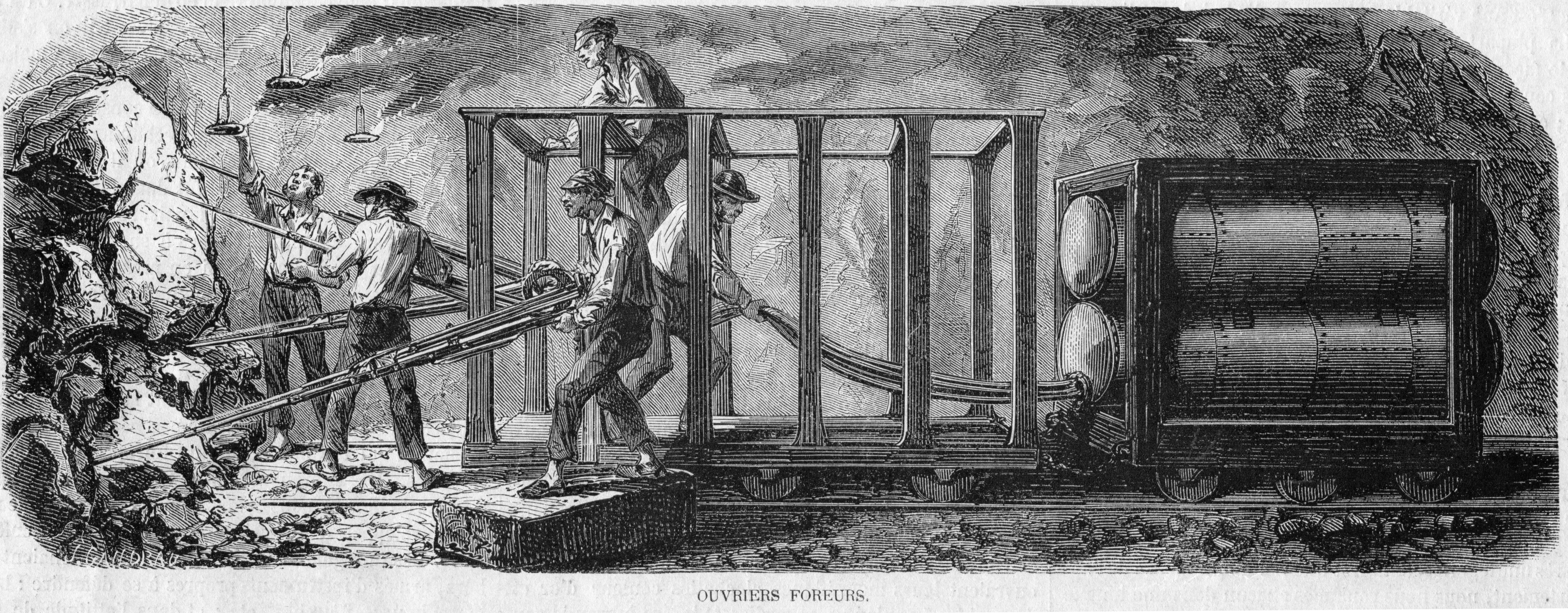
Percement du Mont Cenis, ouvriers foreurs (L'Illustration, 1862).
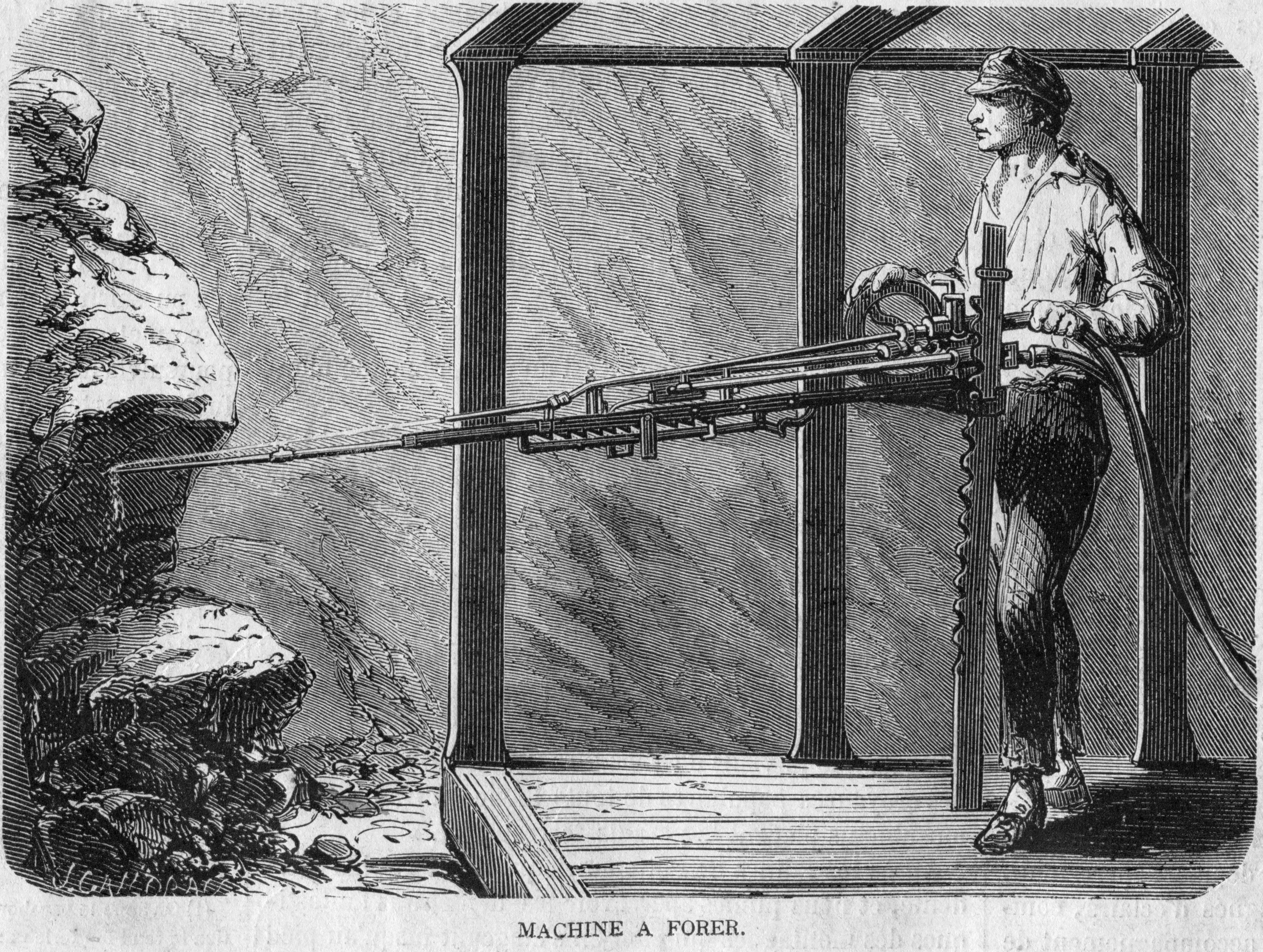
Percement du Mont Cenis, machine à forer (L'Illustration, 1862).
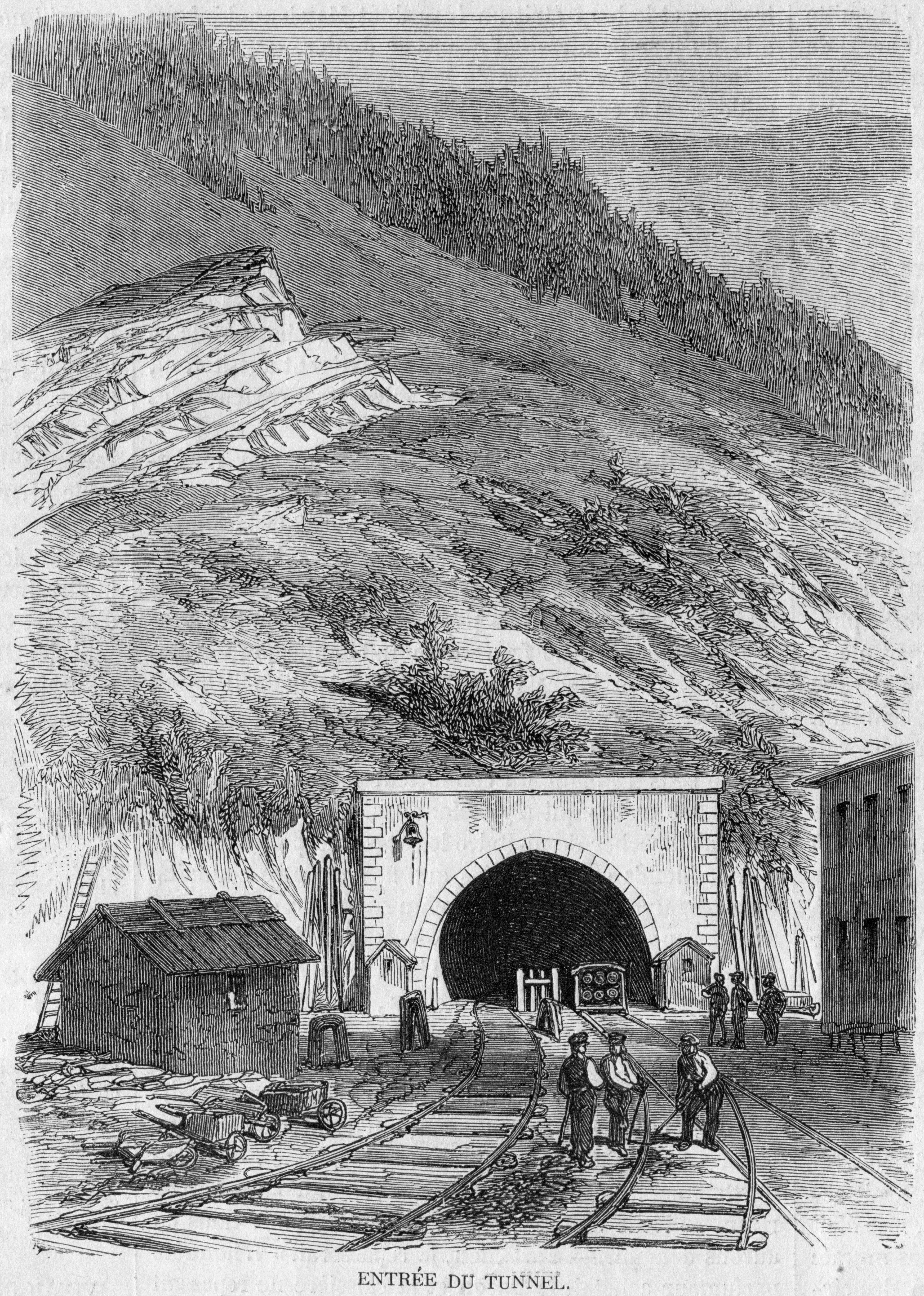
Percement du Mont Cenis, entrée du tunnel (L'Illustration, 1862).
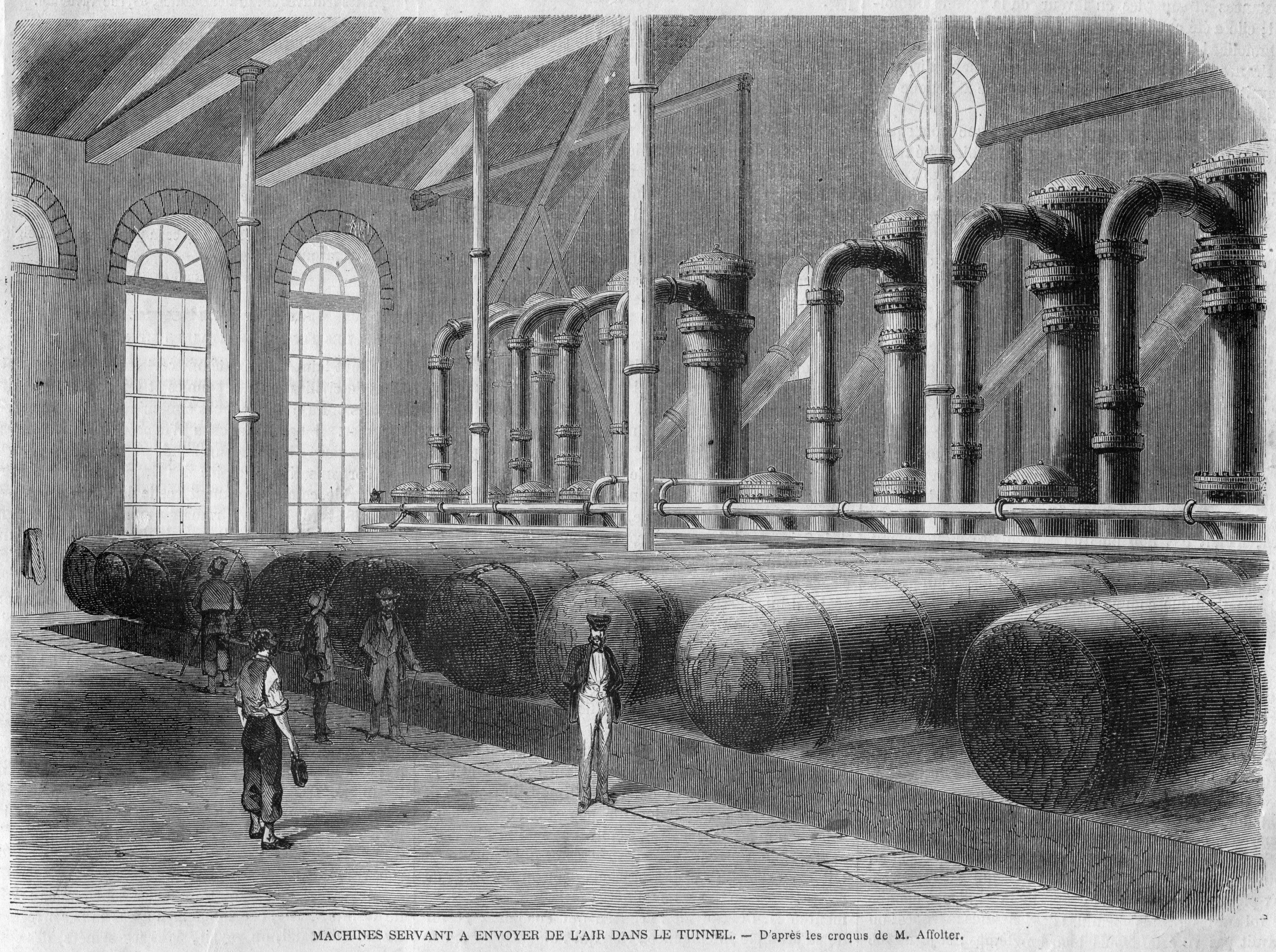
Percement du Mont Cenis, machines servant à envoyer de l'air dans le tunnel (L'Illustration, 1862).

La première mine des travaux du tunnel du Mont-Cenis du côté savoyard est tirée aux Fourneaux le 31 août 1857, en présence du roi Victor-Emmanuel II et du cousin de l'empereur français Napoléon III. Symboliquement, le premier bloc arraché au mont du Fréjus constitue la première pierre du futur pont de Culoz traversant le Rhône, déposée le 1er septembre 1857.
La cession de la Savoie et du comté de Nice à la France en mars 1860 risqua de remettre en cause la poursuite des travaux. Ce fut Cavour qui garantit la poursuite du chantier. Les Français ayant accepté que les Piémontais continuent les travaux et s'engagèrent à verser 19 millions de lires, à condition que l'ouvrage soit terminé dans les 25 ans avec une prime pour chaque année gagnée. La somme finale due fut de 26,1 millions puisque le tunnel fut mis en service après seulement neuf ans. Le coût total fut d'environ 70 millions de lires. La réalisation du tunnel fut une opération d'ampleur, techniquement complexe et dangereuse ; on a dénombré 48 morts parmi les 4 000 ouvriers qui ont travaillé dont 18 victimes d'une épidémie de choléra en 1864. On n'a jamais eu la preuve que la somme convenue ait bien été versée par la France, l'argument invoqué était que le royaume de Sardaigne n'existait plus.
Alors qu'au début de sa construction, le tunnel était exclusivement situé sur le territoire du royaume de Sardaigne, il devient tunnel international avec l'annexion de la Savoie à la France en 1860 d'une part, et la création de l'Italie en 1861 d'autre part.
La jonction des deux galeries débutées de part et d'autre de la montagne se fait le 25 décembre 1870. Le tunnel est inauguré du 17 au 19 septembre 1871 : le convoi inaugural part de Turin pour rejoindre Modane où se trouvait le ministre des Travaux Publics Victor Lefranc en compagnie de Ferdinand de Lesseps. Le premier train à le traverser sera un Paris-Rome en octobre 1871. Une plaque aurait dû recevoir cette inscription : Un travail herculéen a permis de forcer la porte des Enfers.
C'était à son ouverture le plus long tunnel ferroviaire au monde. Il le resta jusqu'au 1er juin 1882, date de l'ouverture du tunnel ferroviaire du Saint-Gothard, long de 15 kilomètres. Le percement de la galerie a été réalisé selon un tracé rigoureusement rectiligne d'une longueur de 12 234 m. Après la construction des galeries de raccordement à chaque extrémité, à sa mise en service, l'ouvrage avait une longueur de 12 820 m. En 1881, à la suite de l'apparition de fissurations au niveau du portail de la tête nord, une nouvelle galerie de raccordement plus longue a été construite, ce qui a porté la longueur du tunnel à 13 637 m (mise en service le 16 août 1881). La réparation des deux portails détruits le 13 septembre 1944 par l'armée allemande battant en retraite a nécessité des travaux importants qui ont porté la longueur de l'ouvrage à 13 688 m dont 6 906 m en France.
Le tunnel est électrifié en 1915. En 1953, des navettes pour le transport d'automobiles sont mises en service, d'abord en hiver puisque la route nationale 6 passant par le col du Mont-Cenis est coupée à cause de la neige, puis finalement toute l’année dans la mesure où la navette est préférée y compris en été par les automobilistes ne souhaitant pas franchir le col sans possibilité de doubler les nombreux poids-lourds qui l'empruntent. Après avoir transporté plus d'un million de véhicules en 27 ans de service, la navette cesse avec la mise en service le 12 juillet 1980 du tunnel routier du Fréjus, qui offre une liaison routière entre la France et l'Italie tout au long de l'année. La route d'accès au portail du tunnel routier passe dorénavant juste au-dessus du portail ferroviaire primitif (environ 1 km avant le péage du tunnel routier).

## Trafic

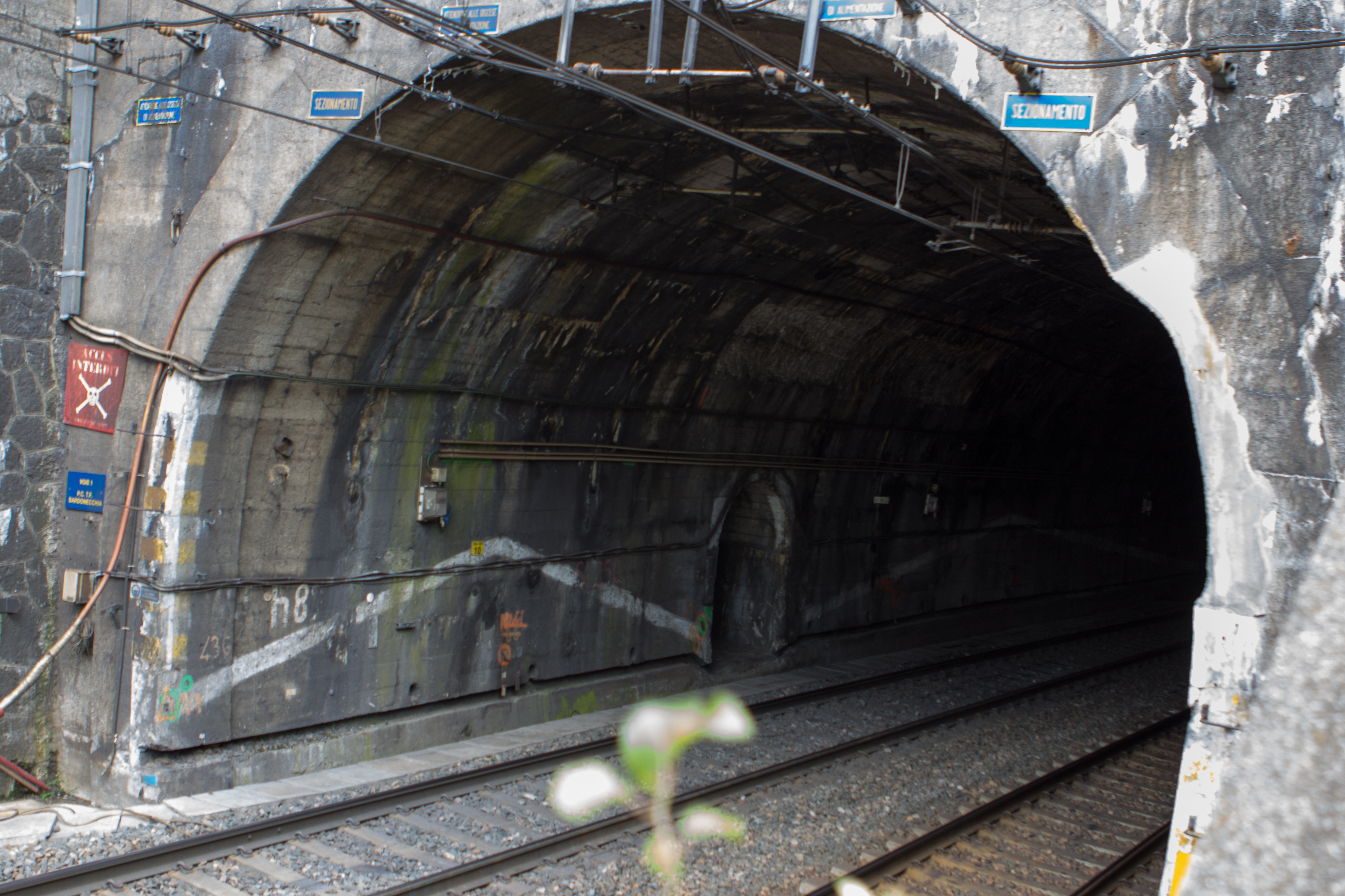
L'entrée actuelle du tunnel côté français.

Le tunnel ferroviaire est actuellement utilisé pour le transport commercial de voyageurs (Paris-Milan notamment) et de marchandises. En particulier, il est utilisé par les navettes de l'autoroute ferroviaire alpine, qui relie les plateformes de chargement d'Aiton-Bourgneuf dans la Maurienne (Savoie) et d'Orbassano (dans la banlieue de Turin). À ce titre, le tunnel est mis au gabarit GB1 qui permet de transporter la majorité des semi-remorques sur les wagons Modalohr, dans les deux sens de circulation.

## Galerie

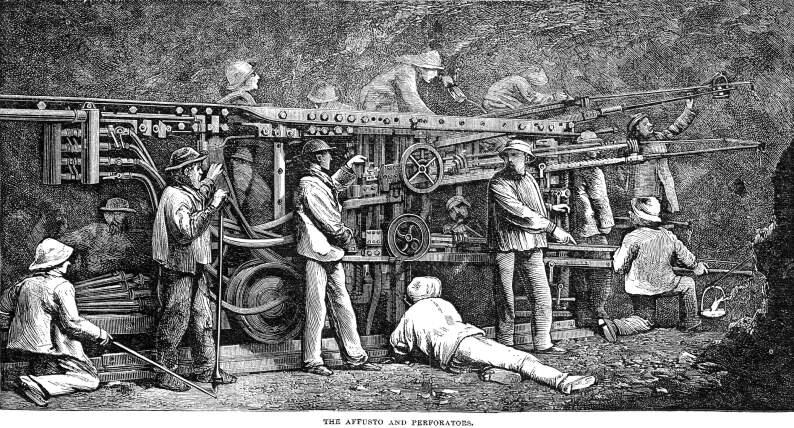
Une machine pneumatique pour creuser la roche inventée par Germain Sommeiller pour permettre la création de tunnels dans les Alpes.
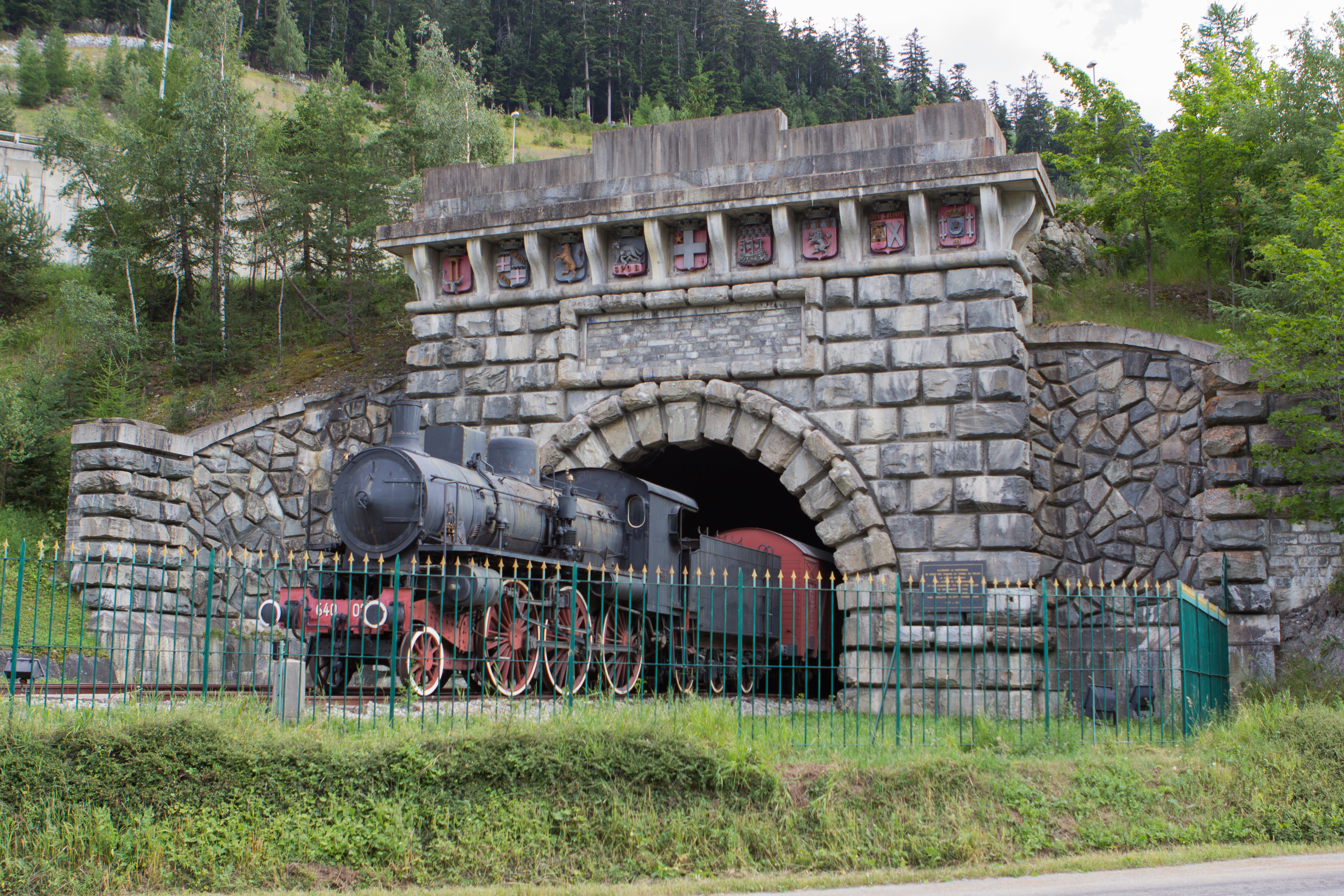
Ancienne entrée française du tunnel avec locomotive commémorative (Gr. 640).
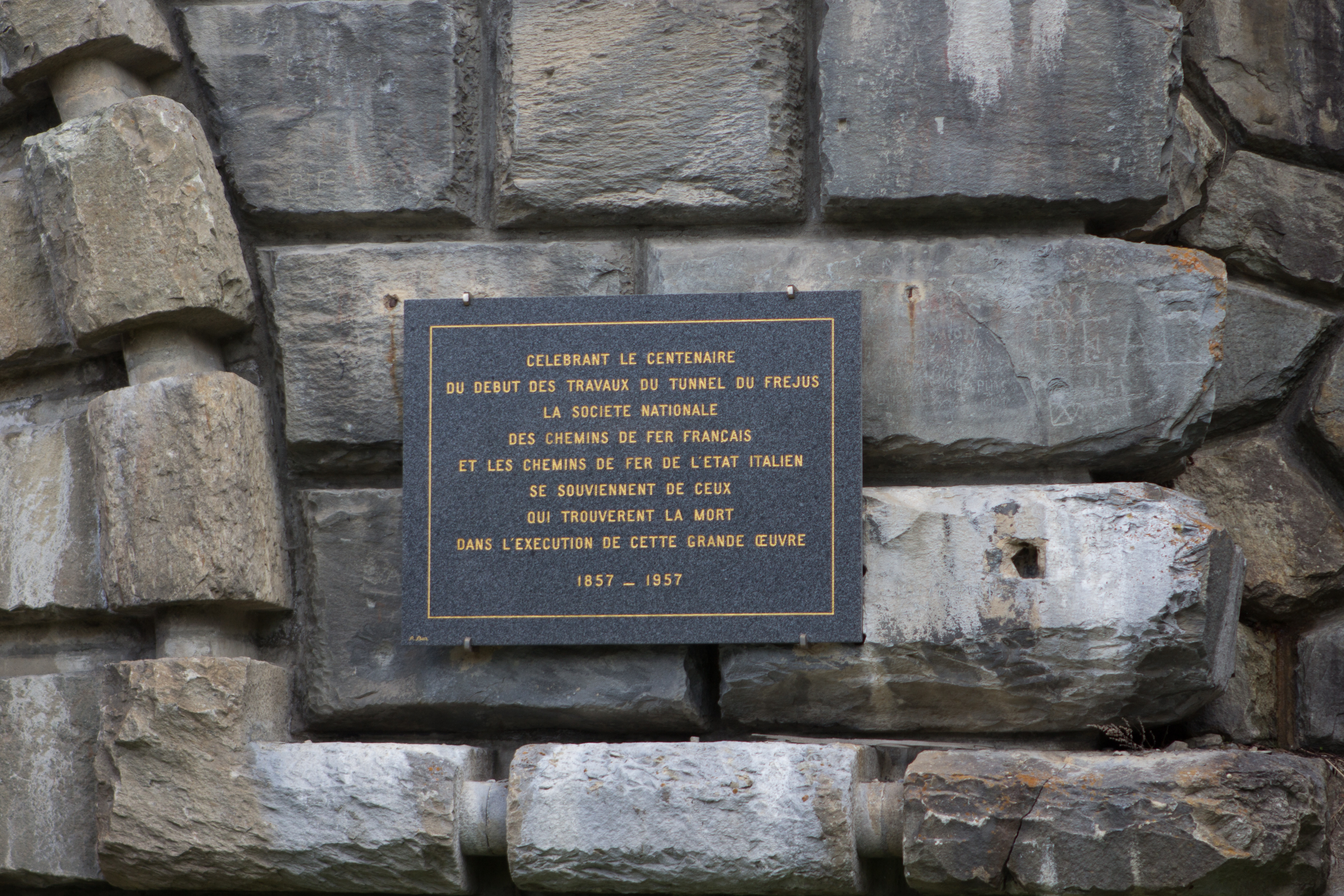
Plaque commémorative du centenaire du début de la construction du tunnel.
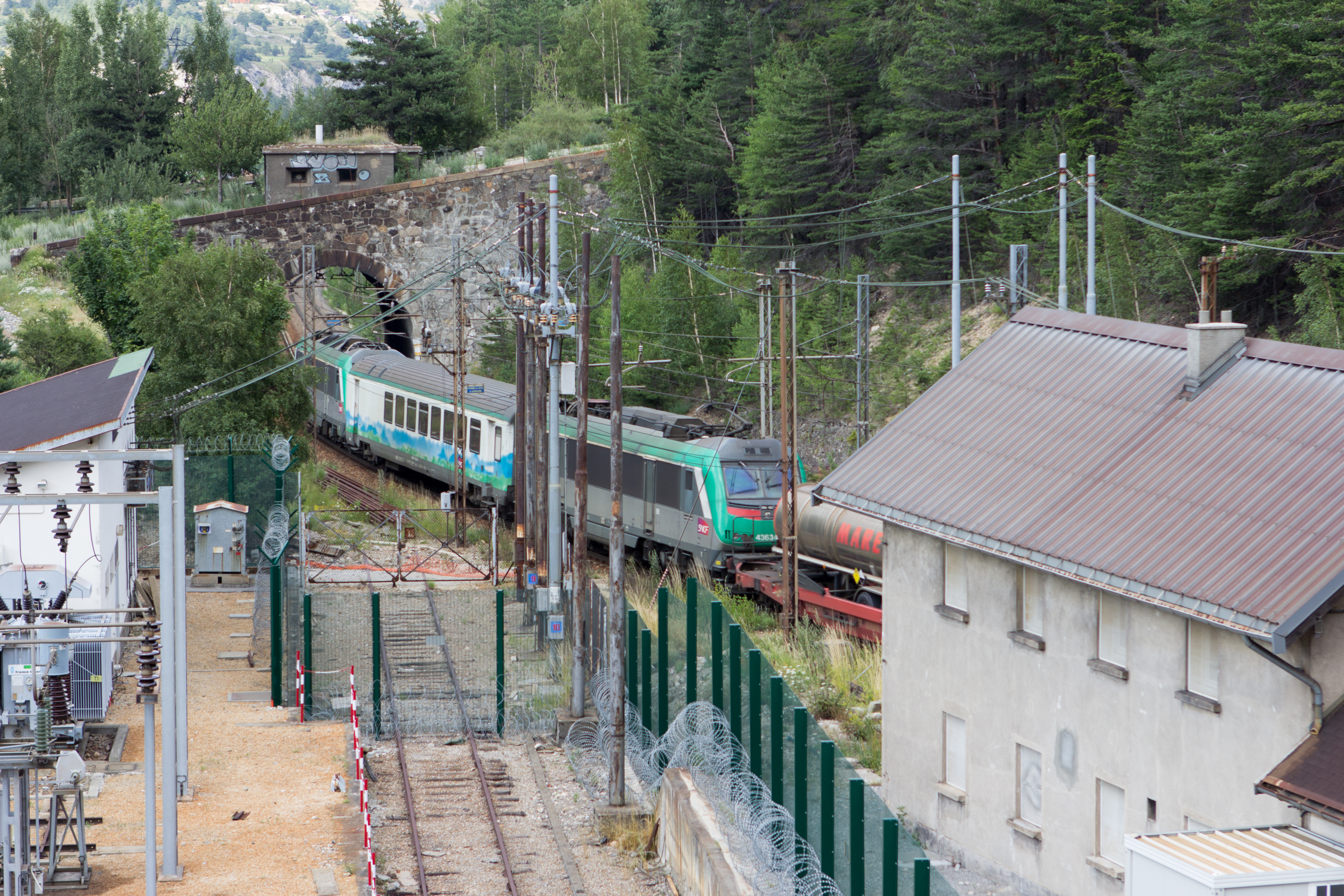
Un train Modalohr sortant du tunnel en direction de Modane.
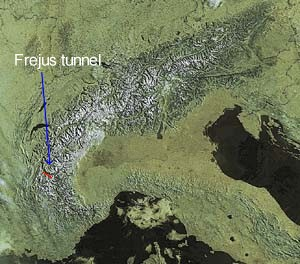
Localisation géographique du tunnel.